# آرمادیلوی پشمی جیغ‌کش
آرمادیلوی پشمی جیغ‌کش (نام علمی: Chaetophractus vellerosus) نام یک گونه از سرده پشمین‌پوسته‌ها است.